# ویلسون ژانگ
ویلسون ژانگ (انگلیسی: Wilson Zhang؛ زادهٔ ۲۳ سپتامبر ۱۹۷۹) یک بازیکن تنیس روی میز اهل کانادا است.